# Списък на окултисти
Списък на прочути окултисти и мистици.

## Класическа митология
- Касандра, оракул
- Цирцея
- Хеката
- Медея
- Мелампод
- Семирамида
- Вегоя

## Античност
- Абарис Хиперборееца легендарен мъдрец, лечител и жрец от Аполо
- Александър Пафлагониеца
- Аполоний Тиански магьосник
- Апулей писател
- Апсед Либиеца магьосник, който се опитал да докаже, че е божествен
- Атом маг, който работел за Антоний Феликс в Кесария
- Елима еврейски маг, който се противопоставил на Апостол Павел относно Кипър
- Крал Гиг от Лидия, който притежавал магически предмети
- Хераклит важен философ в окултизма
- Хермес Трисмегист/Тот
- Ямвлих нео-платонистки философ, възприел магията
- Йоханай и Мамре магьосници от двора на фараона споменати в Новия Завет
- Юлиан Апостат практикувал окултна магия
- Мария Профетиса най-старият познат алхимик в западната култура
- Платон важен философ в окултизма
- Плотин важен нео-платонистки философ в окултизма
- Питагор важен философ в окултизма
- Птолемей астролог
- Симон Влъхва магьосник споменат в Новия Завет
- Соломон цар, който е строителят на първия храм, построен с помощта на демони
- Виргилий представен в магически легенди
- Аендорска магьосница е библейска магьосница и медиум
- Чжан Цзяо е водач на Въстанието на жълтите забрадки
- Чжуге Лянг е съветник на Лиу Беи през периода на Трите царства
- Зороастър е основател на ордена Маги
- Зосим Панополит е египетски алхимист и гностически мистик

## Средновековна Европа
- Авраам Абулафия – кабалист „месия“
- Алберт Велики, съществуват много магически текстове свързани с него.
- Джералд Фитцджералд, З-тия граф на Десмонд свързван с богинята Аине
- Джералд Мор Фитцджералд, 8-и граф на Килдаре
- Джералд Фитцджералд, 11-ия граф на Килдаре алхимист, който притежавал магически сили
- Джабил ибн Хайян персийски алхимист, който оказва влияние върху цялата средновековна алхимия
- Йоахим Флорски християнски езотерист, който основава своя група Йохамити
- Джон от Нотингам е обвинен, че е искал да убие крал Едуард II с магия
- Мерлин магьосникът на Артур
- Моргана сестра на Артур
- Никола Фламел алхимик
- Пиетро де Абано астролог и автор на Хептамерон
- Реймонд Лулий синкретичен мистик
- Роджър Бейкън философ обвинен в магьосничество
- Майкъл Скот (лат. Michael Scotus) (1175 – ок.1232), магьосник
- Айвор О'Донован водач на нордо-келтите и магьосник

## Ренесанс
- Абрахам Влъхвата
- Али Пули автор на алхимични и херметически тесктове от 17 век
- Хайнрих Корнелий Агрипа окултен философ и астролог
- Оле Борч датски алхимист
- Сър Томас Браун херметически автор
- Джордано Бруно окултен философ
- Бенвенуто Челини в дневниците му го свързват с призоваване на духове
- Кристина от Швеция абдикирала кралица, която се занимавала с алхимия
- Артър Дий алхимически автор и син на Джон Дий
- Джон Дий дворцов астролог на Кралица Елизабет
- Герхард Дорн белгийски последовател на Парацелз
- Марсилио Фичино астролог и преводач на „Corpus Hermeticum“
- Робърт Флъд окултен философ и астролог
- Сър Едуард Кели медиум и помощник на Джон Дий
- Кирхер Афанасий йезуитски свещеник, писател по магически теми
- Джон Ламб астролог на Джордж Вилиърс, който е 1-вия херцог на Бъкингам
- Нострадамус пророк, астролог
- Парацелз медицински пионер и окултен философ
- Хенри Пърси „графът-магьосник“
- Джовани Пико дела Мирандола хуманист и нео-платонист
- Сър Уолтър Рали алхимик
- Йохан Рейхлин немски кабалист, призовавал ангели
- Рудолф II наемал алхимици
- Урсула Саутейл
- Йохан Тритемий криптограф и писател-магьосник

## Просвещение
- Улриха Арфвидсон влиятелна политически шведска врачка
- Антуан Кур де Жебелин езотерик
- Франсоаза-Атенаис де Монтеспан любовницата на краля
- Граф Сен Жермен алхимик
- Луи Клод де Сен-Мартен основател на мартинизма, познат е още като Непознатия философ
- Емануел Сведенборг алхимик
- Адам Вайсхаупт основателят на Орденът на Илюминатите

## Деветнадесети век
- Едгар Кейси спящият пророк
- Еванджелин Смит Адамс астролог
- Франсис Барет
- Алекс-Винсент-Чарлз дьо Тим френски демонологист
- Алджернон Блекууд член на Херметическият орден на Златната Зора
- Уилям Блейк окултен поет
- Елена Петровна Блаватска основател на Теософията
- Едуард Булвер-Литън автор на няколко окултни романа
- Констан Шевийон
- Алистър Краули основател и пророк на съвременната Телема
- Артър Конан Дойл създател на Шерлок Холмс
- Робърт Уилям Фелкин медицински мисионер и изследовател, член на Херметическият орден на Златната Зора и на Стела Матутина, пише за Африка и за медицината
- Хенри Гамаш
- Станислас де Гуайта окултен автор
- Джордж Георг Хохман американски магьосник
- Алан Кардек основател на спиритизма
- Уилям Лайон Макензи Кинг, 10-и министър-председател на Канада
- Мария Анн Ленорман харесвана от Жозефин дьо Боарне
- Елифас Леви окултен автор
- Харви Спенсър Люис основател на Розенкройцерски орден
- Ралф Максуел Люис император на Розенкройцерския орден
- Гуидо фон Лист
- Артър Мейчън член на Херметическият орден на Златната Зора
- Фредрих Марби
- Мина Бъргсан посветена първа в Херметическия орден на Златната Зора, жена на С.Л.Макгрегор Мазерс и императрица на Херметическия орден на Златната Зора.
- Самуел. Л. Макгрегор Мазерс основател на Херметическия орден на Златната Зора.
- Лорд Еван Морган поет и аристократ на графство Тредегар
- Папюс е псевдоним на окултния автор Джерар Анкос
- Паул Фостър Кейс основател на (англ.:B.O.T.A.), окултен автор и адепт в Западната Мистична Традиция